# Füssen

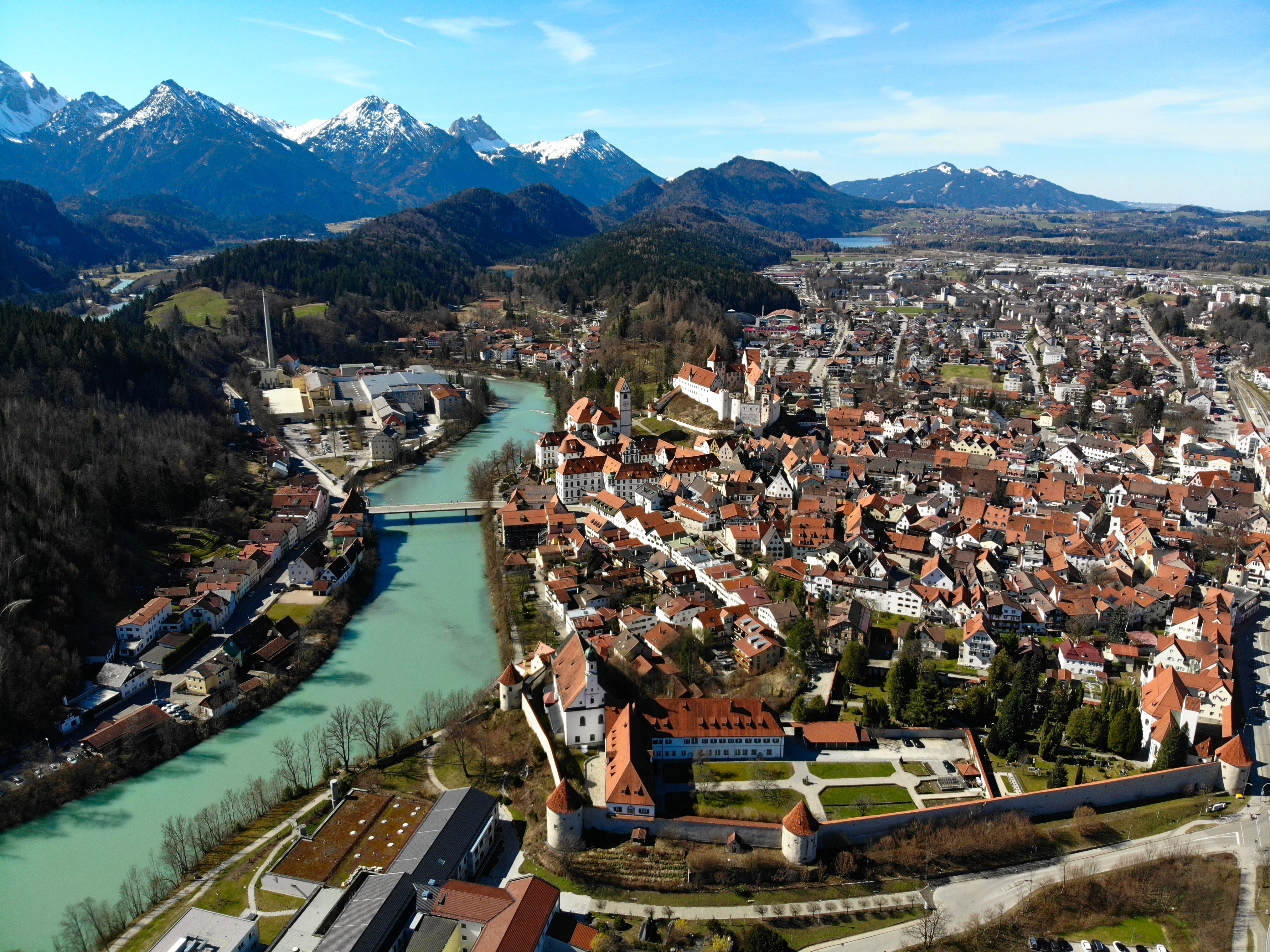
Luftaufnahme von Füssen, Blick nach Westen (2020)

Füssen ist eine Stadt im bayerisch-schwäbischen Landkreis Ostallgäu. Sie liegt im Südwesten Bayerns an der Romantischen Straße und an der Via Claudia Augusta. Im Osten grenzt die Stadt an den Lech und im Süden an Österreich. Füssen ist nach Kaufbeuren und Marktoberdorf die drittgrößte Stadt des Ostallgäus und die zweitgrößte des Landkreises Ostallgäu.
Die Ursprünge der Stadt reichen bis in die Römerzeit zurück. Heute findet man in der Altstadt viele Brunnen, Geschäfte und die bis heute noch gut erhaltene Stadtmauer. Verkehrsanbindung besteht an die A 7, B 17, B 310 und die B 16 sowie durch Bahnverbindungen nach München und Augsburg. Füssen liegt am Südende der A 7, die am Grenztunnel Füssen in die Straße zum Fernpass übergeht.

## Geographie

### Lage

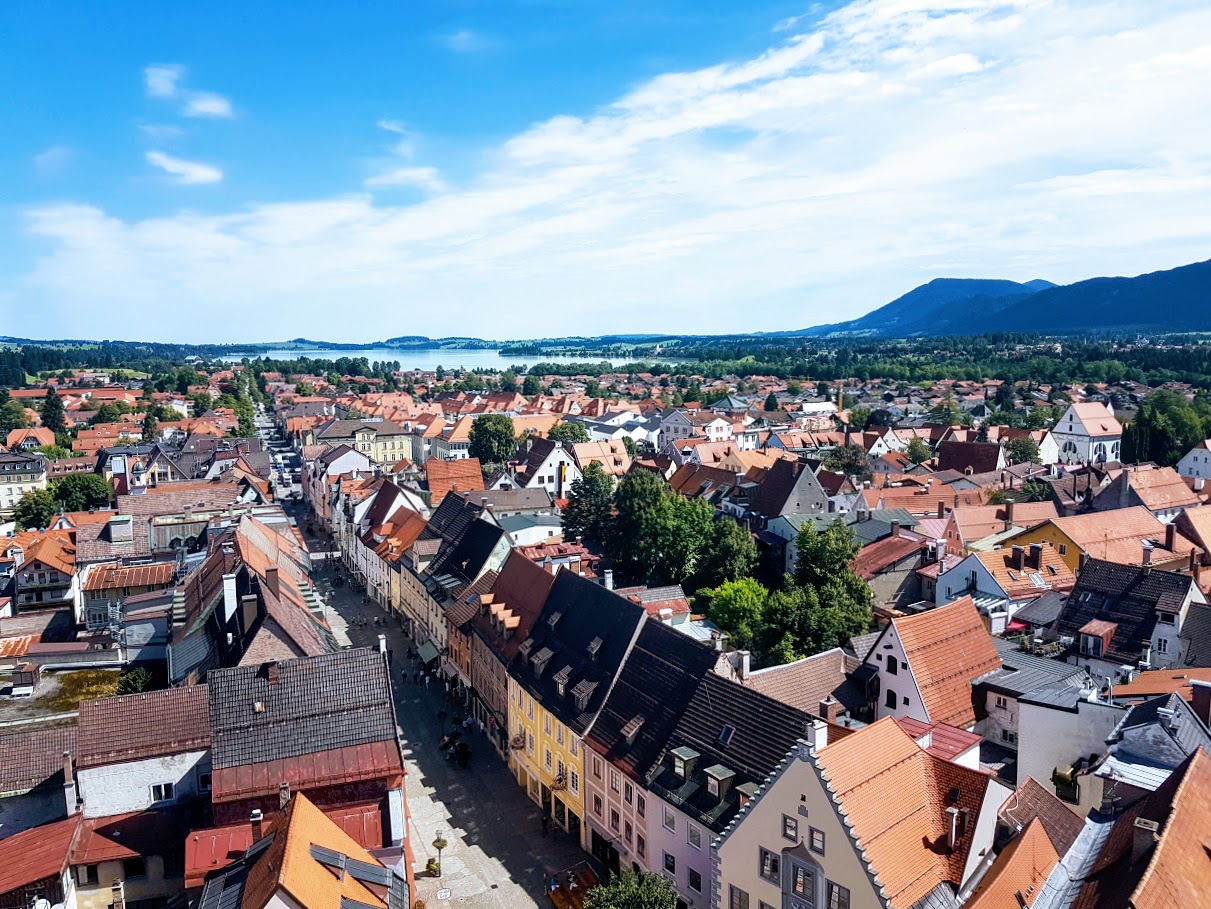
Füssen, Blick von der Burg in Richtung Forggensee (2017)

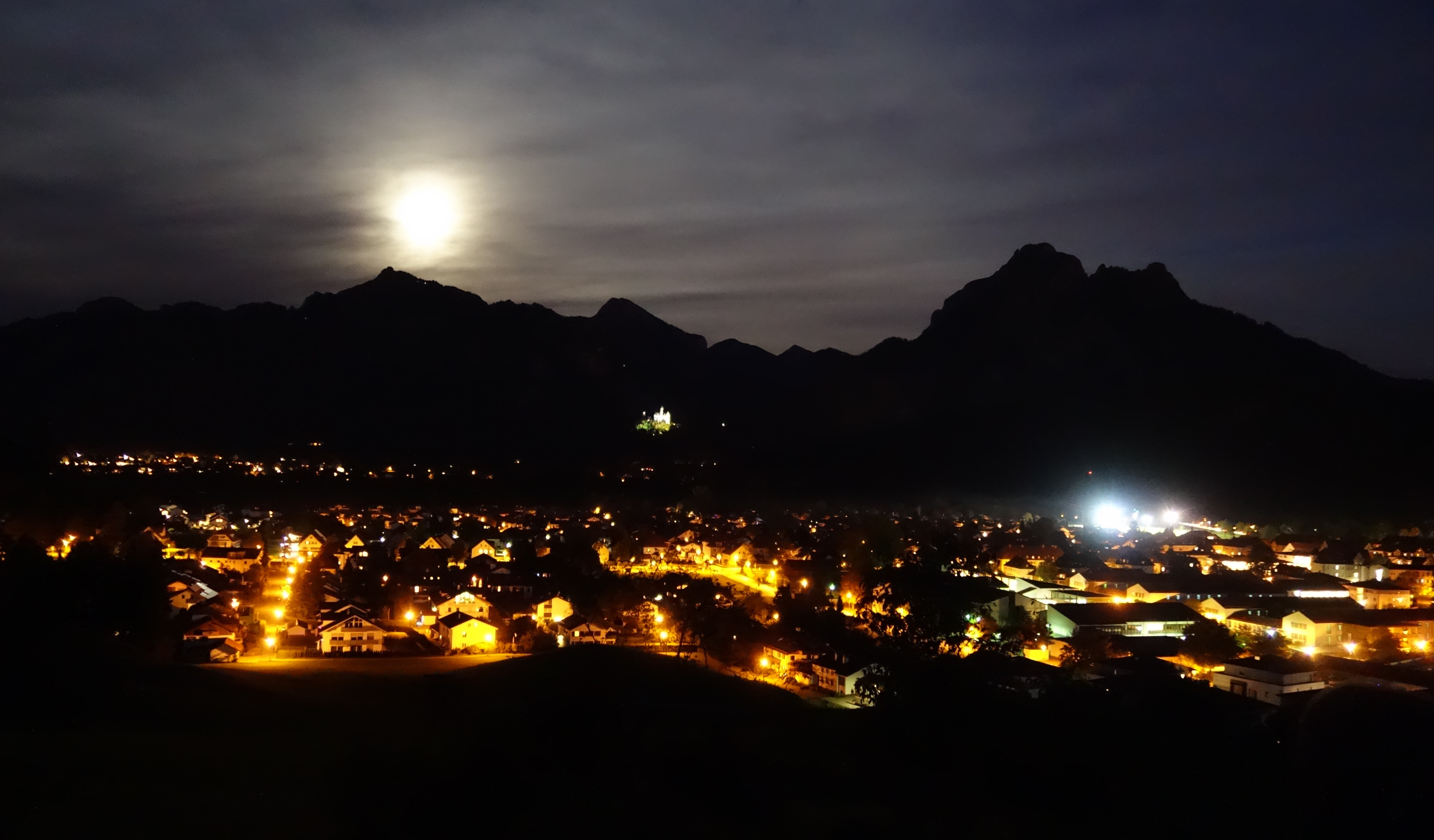
Blick vom Galgenbichl über das nördliche Füssen bei Nacht; im Hintergrund Tegelberg (links) und Säuling (rechts), in der Mitte Schloss Neuschwanstein

Füssen liegt in der Region Allgäu, im Süden von Schwaben. Die Stadt ist dabei Luftlinie 33 km von Kempten (Allgäu) und 91 km von München entfernt. Im Osten wird die Stadt und die Umgebung von den Ammergauer Alpen begrenzt, im Süden von den Allgäuer Alpen bzw. den Lechtaler Alpen, im Westen vom Weißensee und im Norden vom Hopfensee bzw. Forggensee. Durch die Stadt fließt der Lech, der im Lechquellengebirge entspringt und bei Rain in die Donau mündet. Dieser Donauzufluss passiert zunächst am südlichen Stadtrand, nahe der Grenze zu Tirol, den Lechfall, fließt dann durch das Stadtgebiet und weiter zum nordöstlich gelegenen Forggensee. Ebenfalls auf dem Gebiet der Stadt liegen Hopfensee, Weißensee, Alatsee, Eschacher Weiher und Wiedemannweiher. Am Faulenbach, der den Alatsee zum Lech hin entwässert, liegen Obersee und Mittersee.
Mit 808 m ü. NHN ist Füssen die höchstgelegene Stadt Bayerns.
Der niedrigste Geländepunkt liegt bei ca. 775 m ü. NHN (Forggensee), der höchste bei 1288 m ü. NHN (Salober).

### Geologie

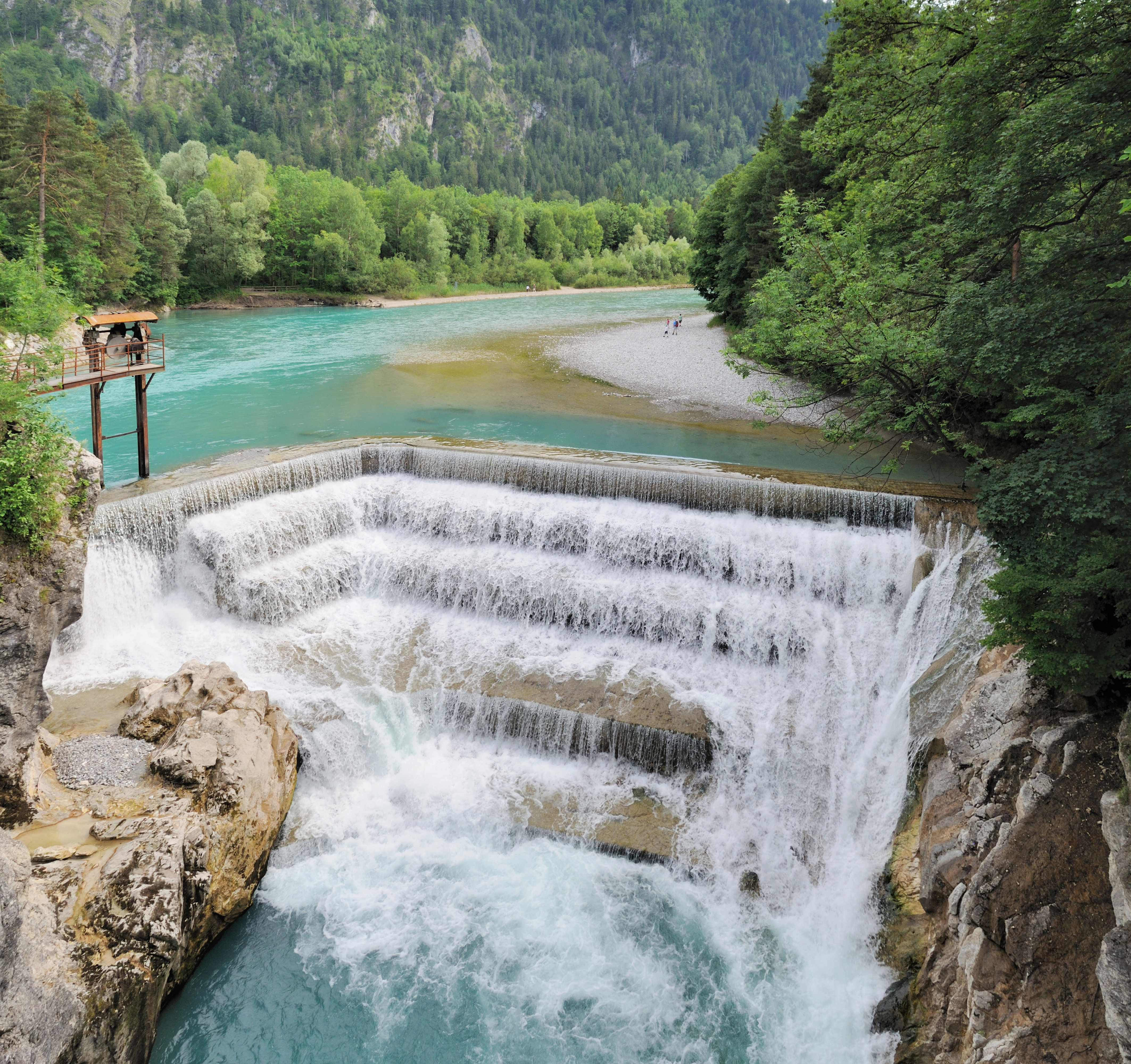
Der Lechfall von Füssen

Nördlich der Stadt sind sehr oft Flysch, Schotter und mooriges bzw. anmooriges Gelände zu finden, südlich dagegen Jurakalkalpin, Wettersteinkalk, Hauptdolomit und ebenfalls Schotter. Im Osten ist auch eine hohe Quote von Kreidekalkalpin zu finden. Der Lechfall von Füssen ist außerdem von sehr großer Bedeutung. Er entstand in der Würm-Kaltzeit und bildete sich nach dem Rückzug des Lechgletschers. Damals bildete sich zusammen mit dem Abschmelzen der Eismassen ein großer See im Lech- und Vilstal, der bis nach Pfronten reichte (etwa auf Höhe des Pfrontener Sees). Wie eine Badewanne füllte sich dieses Becken, das nach Norden durch einen Höhenzug aus Wettersteinkalken begrenzt wurde. An der tiefsten Stelle des Beckenrandes, beim heutigen Lechfall, befand sich der Überlauf. Die Wassermengen fielen bis zu 100 Meter in die Tiefe und ergossen sich in den damals vorhandenen Füssener See. Erst nachdem sich der Lech an dieser Stelle einen Durchlass durch den Wettersteinkalk gegraben hatte und diesen immer weiter vertiefte, konnte das Wasser langsam nach Norden abfließen, und dieser Ur-See fiel nach und nach trocken. Außerdem ist die Lechschlucht die einzige im gesamten bayerischen Alpenraum, durch die ein größerer Alpenfluss noch frei und von Menschenhand ungehindert fließen kann.

### Gemeindegliederung
Es gibt 38 Gemeindeteile (in Klammern ist der Siedlungstyp angegeben):
- Achmühle (Weiler)
- Bachthal (Einöde)
- Bad Faulenbach (Stadtteil)
- Bebele (Dorf)
- Benken (Dorf)
- Brand (Einöde)
- Ehrwang (Weiler)
- Enzensberg (Dorf)
- Erkenbollingen (Dorf)
- Eschach (Dorf)
- Fischerbichl (Dorf)
- Füssen (Hauptort)
- Häusern (Einöde)
- Heidelsbuch (Weiler)
- Hinteregg (Weiler)
- Hof (Einöde)
- Hopfen am See (Pfarrdorf)
- Hub (Weiler)
- Hubmannsegg (Einöde)
- Moos (Dorf)
- Niederried (Weiler)
- Oberdeusch (Weiler)
- Oberkirch (Kirchdorf)
- Oberried (Weiler)
- Rohrweiher (Einöde)
- Roßmoos (Dorf)
- Schwarzenbach (Dorf)
- See (Dorf)
- Spöttl (Einöde)
- Steigmühle (Einöde)
- Thal (Weiler)
- Unterdeusch (Einöde)
- Vilser (Weiler)
- Vorderegg (Dorf)
- Weißensee (Pfarrdorf)
- Wiedmar (Dorf)
- Wies (Weiler mit Kirche)
- Wörth (Weiler)

Das Gemeindegebiet besteht aus den Gemarkungen Füssen, Eschach, Hopfen am See und Weißensee.

### Kernstadt
Zum Kernstadtgebiet gehören die Stadtteile Altstadt (Stadtmitte), Füssen-West (im Westen der Stadt), die Ziegelwies (im Süden der Stadt) und das Weidach (im Nordosten der Stadt). Die Grenzen der Gemeindeteile sind teilweise nicht eindeutig definiert.

### Klima
Füssen liegt mit der Jahresdurchschnittstemperatur und der Niederschlagsmenge in der gemäßigten Zone. Der kälteste Monat ist der Januar mit einer Durchschnittstemperatur von −1,5 °C und einer durchschnittlichen Tageshöchsttemperatur von 1,4 °C. Der wärmste Monat ist der Juli mit einer Durchschnittstemperatur von 16,13 °C und einer durchschnittlichen Tiefsttemperatur von 11,55 °C. Der Sommer ist mit einer Durchschnittstemperatur von 14–16 °C sehr angenehm, jedoch muss in dieser Zeit auch mit sehr viel Niederschlag gerechnet werden. Im Winter gibt es sehr wenig Niederschlag bei niedrigen Temperaturen. Die durchschnittliche Anzahl der Sonnenstunden pro Tag beläuft sich auf 4,9, die gesamte Anzahl der Regentage auf 172.
Am 25. Mai 1920 wurde ein Wetterrekord aufgestellt. Dabei erreichte Füssen die größte Niederschlagsintensität in Deutschland von 126 mm in 8 Minuten.
|                        | Jan  | Feb   | Mär   | Apr   | Mai   | Jun   | Jul   | Aug   | Sep   | Okt   | Nov  | Dez   |   |      |
| Mittl. Temperatur (°C) | −1,5 | −0,45 | 2,8   | 6,39  | 10,85 | 14,05 | 16,13 | 15,75 | 13,06 | 8,57  | 3,04 | −0,59 | ⌀ | 7,4  |
| Mittl. Tagesmax. (°C)  | 1,4  | 2,77  | 6,58  | 10,71 | 15,37 | 18,57 | 20,75 | 20,18 | 17,33 | 12,29 | 6,06 | 2,21  | ⌀ | 11,2 |
| Mittl. Tagesmin. (°C)  | −4,4 | −3,67 | −0,97 | 2,09  | 6,36  | 9,56  | 11,55 | 11,35 | 8,83  | 4,88  | 0,06 | −3,39 | ⌀ | 3,6  |
|                        |      |       |       |       |       |       |       |       |       |       |      |       |   |      |
| Niederschlag (mm)      | 60   | 57    | 61    | 85    | 117   | 146   | 143   | 139   | 94    | 66    | 71   | 64    | Σ | 1103 |
|                        |      |       |       |       |       |       |       |       |       |       |      |       |   |      |
| Sonnenstunden (h/d)    | 2    | 4     | 5     | 6     | 7     | 6     | 7     | 6     | 6     | 5     | 3    | 2     | ⌀ | 4,9  |
|                        |      |       |       |       |       |       |       |       |       |       |      |       |   |      |
| Regentage (d)          | 13   | 13    | 11    | 14    | 15    | 19    | 19    | 17    | 14    | 12    | 12   | 13    | Σ | 172  |

| −4,4 |

| −3,67 |

| −0,97 |

| 2,09 |

| 6,36 |

| 9,56 |

| 11,55 |

| 11,35 |

| 8,83 |

| 4,88 |

| 0,06 |

| −3,39 |

| −4,4 |

| −3,67 |

| −0,97 |

| 2,09 |

| 6,36 |

| 9,56 |

| 11,55 |

| 11,35 |

| 8,83 |

| 4,88 |

| 0,06 |

| −3,39 |

| N i e d e r s c h l a g | 60  | 57  | 61  | 85  | 117 | 146 | 143 | 139 | 94  | 66  | 71  | 64  |
|                         | Jan | Feb | Mär | Apr | Mai | Jun | Jul | Aug | Sep | Okt | Nov | Dez |

## Geschichte
Füssens Wurzeln reichen bis in die Römerzeit zurück. Der Ort entwickelte sich an der von Norditalien nach Augsburg führenden Römerstraße Via Claudia Augusta, die Kaiser Claudius um 50 n. Chr. anlegen ließ. Grabungen auf dem Füssener Schlossberg ließen Fundamente eines spätrömischen Kastells aus dem 4./5. Jahrhundert erkennbar werden. Laut der Notitia Dignitatum war hier um 400 n. Chr. eine Abteilung der legio III Italica stationiert. Vermutlich hat es aber bereits vor dem Jahr 260 ein römisches Militärlager an dieser strategisch wichtigen Stelle gegeben, das Kastell Foetibus. Der Name Foetibus/Foetes wird als Latinisierung des germanischen fot (Fuß) verstanden und könnte sich auf die Lage zu den Füßen der Berge beziehen. Hieraus entwickelte sich später der Name des Ortes über Fozen (1147), Fozin (1188), Fuozzen (1206), Füzzen (1366) zum heutigen Füssen (ab 1424). Eine alternative Erklärung der Namensherkunft, wenngleich wohl eine spätere Umdeutung, ist vom lateinischen fauces (Schlund, Zugang, Engpass) mit Bezug auf die Lechschlucht.

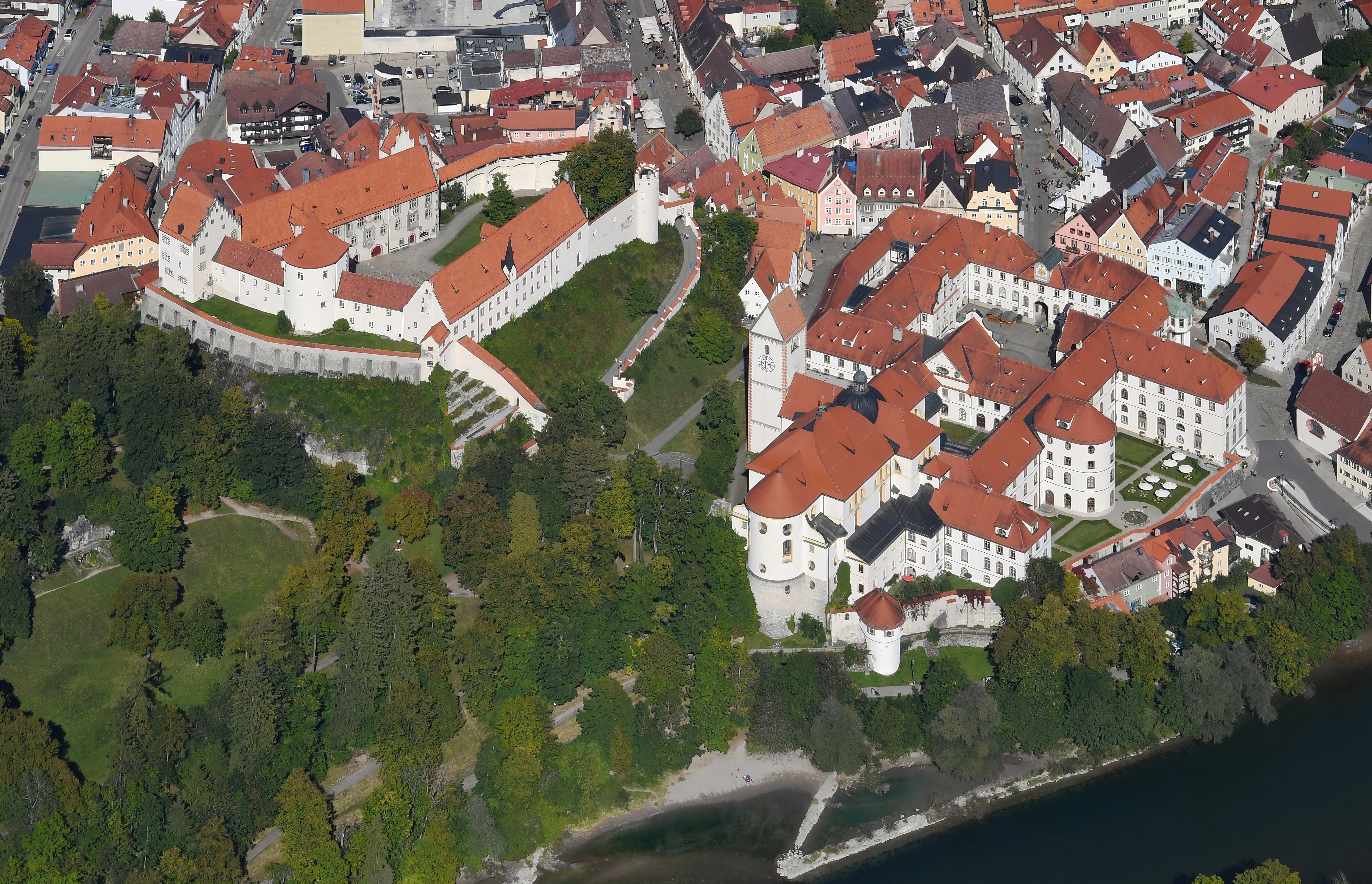
Hohes Schloss (links) und Kloster St. Mang (rechts)

Im späteren 5. Jahrhundert wurde das römische Kastell geräumt. Im Jahre 748 soll Magnus, ein später als Heiliger anerkannter Missionar aus St. Gallen, am Ort eine Zelle eingerichtet haben. Durch den Zuzug weiterer Mönche entstand im achten Jahrhundert das nach ihm benannte Benediktinerkloster St. Mang, das den Augsburger Bischöfen unterstand. Um dieselbe Zeit wurde daneben wohl auch ein fränkischer Königshof angelegt. Füssen war ein wirtschaftlicher Umschlagsort zwischen Süd- und Nordeuropa, weil der Lech nach dem Lechfall bei Füssen schiffbar wurde und das Transportgut von den alpenüberquerenden Saumpferden der Via Claudia Augusta hier umgeladen wurde. Vor allem als Salzstraße gewann die Route im Mittelalter Bedeutung.
Die Vogtei über das Hochstift Augsburg wurde anfänglich von den Welfen ausgeübt, jedoch ab 1191 infolge Kaufvertrags zu einem der welfischen Erbgüter der Staufer. Nach dem Tod des letzten Staufers Konradin, der 1268 in Neapel hingerichtet wurde, fiel das Herzogtum Schwaben an das Reich zurück, während die Vogtei über das Augsburger Hochstift zum Streitobjekt zwischen den Bischöfen von Augsburg und den Herzögen von Bayern wurde. Konradin hatte die Vogtei 1266 und 1267 unrechtmäßig an seinen Onkel, den bayerischen Herzog, verpfändet. Herzog Ludwig II. versuchte seine Ansprüche auf das Füssener Gebiet durch die Anlage einer Burg über dem Kloster abzusichern, das Hohe Schloss. Auch der Stiefvater Konradins, der Tiroler Graf Meinhard II., meldete seine Ansprüche an, indem er 1270 an der Grenze nahe Füssen die Burg Falkenstein errichten ließ.
Im Jahre 1292 kam es nach heftigen Auseinandersetzungen zu einem Vergleich, bei dem der Herzog auf die Burg Füssen und den Ausbau weiterer Befestigungen in der Region verzichtete. Im Jahre 1313 verpfändete Kaiser Heinrich VII. die Vogtei über die Güter des Bistums an Bischof Friedrich I. 1322 erwarb das Hochstift den Burgberg auf dem Tauschweg und machte die Veste zum Sitz des Pflegamtes Füssen. Im Jahre 1363 war die Burg bereits in die Stadtbefestigung integriert. In den Jahren ab 1486 erfolgte unter Bischof Friedrich II. von Zollern ein umfangreicher Um- und Ausbau des Pflegschlosses, der das Bild des Hohen Schlosses bis heute bestimmt.
Unterdessen hatte sich unten am Lech eine Siedlung entwickelt, die schließlich im 13. Jahrhundert den Umfang einer ansehnlichen Stadt erreichte, damals die größte im Allgäu. Angenommen wird, dass die Stadt seit 1286 bzw. 1294 das Stadtrecht besitzt. Kaiser Heinrich VII. verpfändete für eine Schuld von 400 Mark Silber Gebiet und Ort im Jahr 1313 an den Bischof von Augsburg. Das Pfand wurde nie mehr ausgelöst, sondern durch die kaiserlichen Nachfolger 1314 (Friedrich der Schöne) und 1322 (Ludwig der Bayer) in seiner Existenz akzeptiert. Mit Übertragung der vollen Gerichtsbarkeit durch Kaiser Karl IV. auf das Hochstift und Bistum Augsburg wurde das Gebiet der Reichsvogtei Füssen endgültig Eigentum des fürstlichen Oberhirten.
Von 1486 bis 1505 bauten die Augsburger Fürstbischöfe die gotische Füssener Burg zum Hohen Schloss aus, das über der mittelalterlichen Stadt thront und als Sommerresidenz der Kirchenfürsten genutzt wurde. Im Schmalkaldischen Krieg wurde das katholische Füssen von einer Truppe der oberdeutschen Städte unter dem protestantischen Landsknechtführer Sebastian Schertlin von Burtenbach am 10. Juli 1546 besetzt. Die heutige Klosterkirche entstand in den Jahren 1701 bis 1726.

Bürgerhäuser in der Lechhalde

Die Stadt erlebte die erste Blütezeit im Anfang des 16. Jahrhunderts, als Kaiser Maximilian I. mit seinem Hofstaat fast 40-mal in Füssen weilte. Die Zerstörungen des Dreißigjährigen Krieges bedeuteten einen tiefen Einschnitt für den Handelsplatz Füssen, von dem er sich nur sehr langsam erholte.
Am 22. April 1745 erlangte der Ort kurzzeitig überregionale Bedeutung. Im Frieden von Füssen erklärte Bayerns Kurfürst Maximilian III. Joseph den Verzicht auf zuvor geltend gemachte österreichische Erbansprüche und besiegelte damit auch das Ende versuchter bayerischer Großmachtpolitik. Bayern war nun aus dem von seinem Vater, Kaiser Karl VII. Albrecht, ausgelösten Österreichischen Erbfolgekrieg ausgeschieden. Am 6. Mai 1782 nächtigte Papst Pius VI., aus Augsburg kommend, im Hohen Schloss auf seiner Rückreise von Wien nach Rom. Als Folge der Säkularisation wurde Füssen nach dem Reichsdeputationshauptschluss 1803 Teil des Kurfürstentums Bayern. Ausnahmen bildeten zum einen das Franziskanerkloster, das 1803 beim Deutschorden verblieb und von diesem 1805 an Bayern abgetreten wurde, und zum anderen St. Mang, das an das Fürstenhaus Oettingen-Wallerstein fiel und erst 1806 zu Bayern kam. Bis zur Gebietsreform von 1972 war Füssen Kreisstadt des Landkreises Füssen. Eine besondere Bedeutung erlangte Füssen zwischen dem 15. und 18. Jahrhundert mit dem hier angesiedelten Spezialhandwerk der Lautenmacher und Geigenbauer. So gilt Füssen als die Wiege des gewerbsmäßig betriebenen Lautenbaus in Europa. Im Jahre 1562 wurde hier auch die erste Lautenmacher-Zunft Europas gegründet.
Johann Wolfgang von Goethe durchquerte Füssen am 20. Oktober 1790 auf seiner 2. Reise nach Italien mit dem Ziel Venedig von Stötten am Auerberg her wo er nächtigte, und über die noch befahrbare Trasse der Via Claudia Augusta in Füssen ankam.

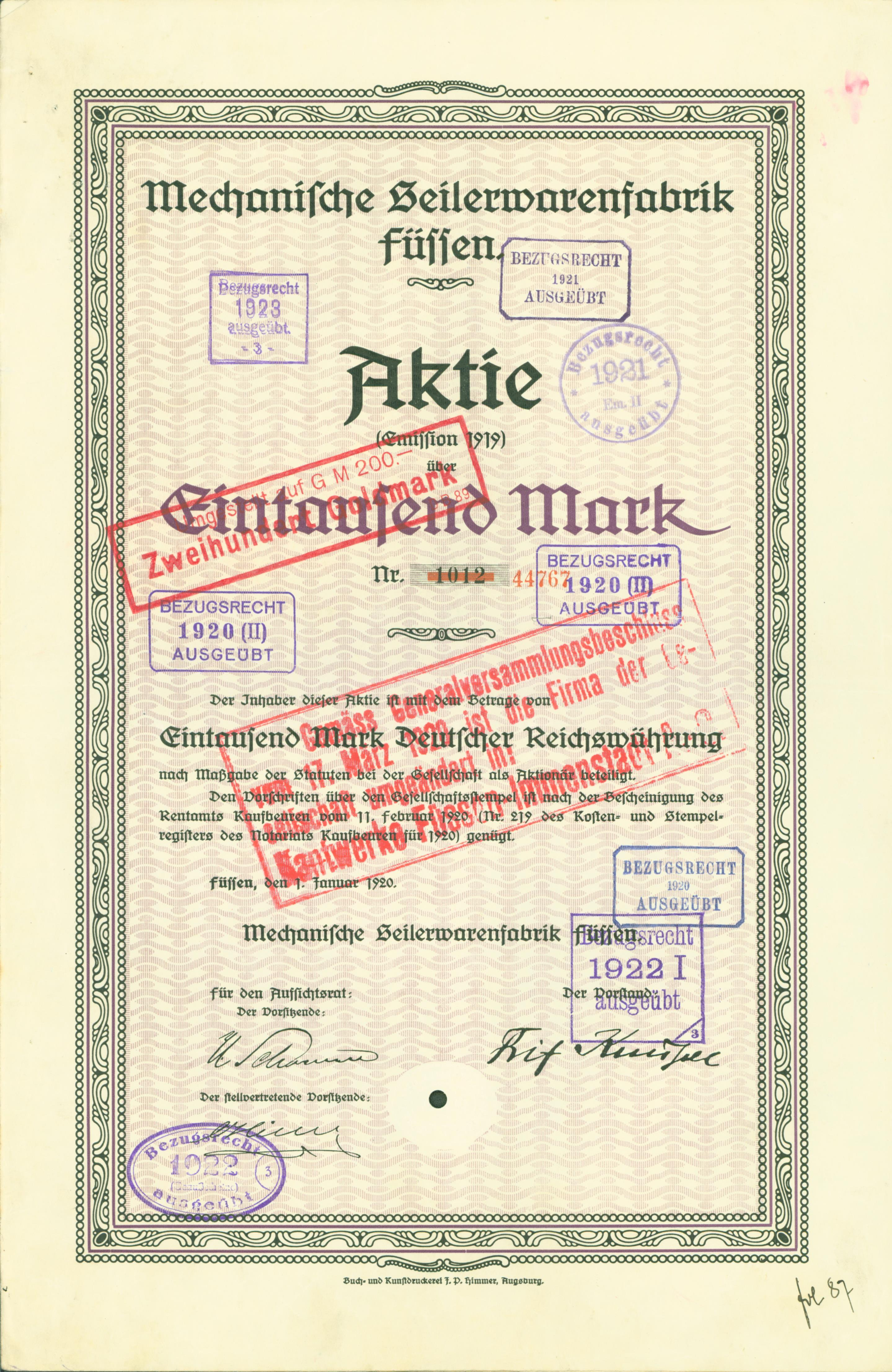
Aktie der Mechanischen Seilerwarenfabrik Füssen von 1920

Mit dem Aufkommen der Industrialisierung wurden 1861 auf dem Lechgries die Hanfwerke Füssen als Mechanische Seilerwarenfabrik Füssen gegründet. 1920 erfolgte ein Zusammenschluss zu den Hanfwerken Füssen-Immenstadt. Die Werke waren bis ins späte 20. Jahrhundert der bedeutendste Produzent von Hanf- und Spinnfäden in Deutschland und mit bis zu 1500 Beschäftigten ein wichtiger Arbeitgeber in Füssen.
Den Zweiten Weltkrieg überstand Füssen fast unbeschädigt, abgesehen von der Sprengung der Lechbrücke in den letzten Kriegstagen durch eigene Truppen, bei der auch angrenzende Häuser beschädigt wurden.
Heute ist die Region um Füssen eine touristische Hochburg, bekannt als Königswinkel. In unmittelbarer Nähe stehen die Königsschlösser Neuschwanstein und Schloss Hohenschwangau. Ebenfalls bekannt über die Grenzen Deutschlands hinaus wurde Füssen durch die nationalen und internationalen Erfolge des heimischen Eishockey-Clubs EV Füssen.

### Einwohnerentwicklung der Stadt Füssen
| Jahr               | Einwohner |
| ------------------ | --------- |
| 1. Dezember 1840   | 02.372    |
| 1. Dezember 1871   | 02.906    |
| 1. Dezember 1900   | 04.698    |
| 16. Juni 1925      | 06.970    |
| 17. Mai 1939       | 09.763    |
| 13. September 1950 | 11.724    |
| 6. Juni 1961       | 11.947    |
| 27. Mai 1970       | 11.722    |
| 25. Mai 1987       | 13.212    |
| 31. Dezember 1991  | 14.050    |

| Jahr              | Einwohner |
| ----------------- | --------- |
| 31. Dezember 1995 | 13.670    |
| 31. Dezember 2001 | 13.938    |
| 31. Dezember 2002 | 13.923    |
| 31. Dezember 2005 | 14.067    |
| 31. Dezember 2006 | 14.083    |
| 31. Dezember 2007 | 14.179    |
| 31. Dezember 2008 | 14.236    |
| 31. Dezember 2009 | 14.247    |
| 31. Dezember 2010 | 14.213    |
| 9. Mai 2011       | 14.277    |

| Jahr               | Einwohner |
| ------------------ | --------- |
| 31. Dezember 2011  | 14.288    |
| 31. Dezember 2012  | 14.512    |
| 31. Dezember 2013  | 14.631    |
| 31. Dezember 2014  | 14.881    |
| 31. Dezember 2015  | 15.265    |
| 31. Dezember 2016  | 15.425    |
| 31. Dezember 2017  | 15.558    |
| 30. September 2018 | 15.699    |
| 30. September 2020 | 15.501    |
| 30. September 2022 | 16.100    |
| 31. Dezember 2023  | 16.072    |

Einwohnerentwicklung von Füssen von 1840 bis 2017 nach nebenstehender Tabelle

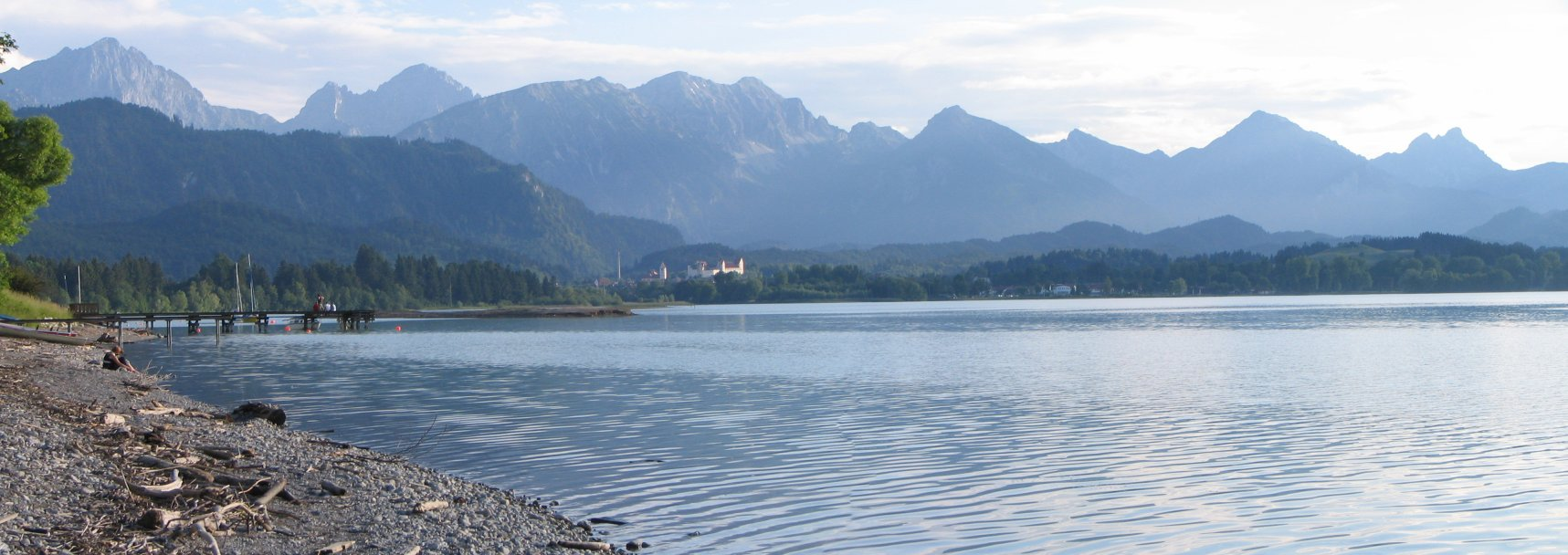
Blick über den Forggensee mit Füssen im Hintergrund

Füssen wuchs von 1988 bis 2008 um 1063 Einwohner bzw. um etwa acht Prozent. Seit 2011 wächst die Stadt um jährlich 100 bis 500 Einwohner an.
Im Jahre 2017 zählte die Kernstadt ca. 12.900 Einwohner, die ehemaligen Gemeinden Hopfen am See ca. 1.100 und Weissensee ca. 1.500 Einwohner.
Zwischen 1988 und 2018 stieg die Einwohnerzahl um insgesamt 2.435 bzw. 18,5 %.
Am 31. Dezember 2023 zählte Füssen 16.072 Einwohner.
Quelle: BayLfStat

### Eingemeindungen
Die Gemeinde Faulenbach wurde am 1. November 1921 eingemeindet. Im Zuge der Gemeindegebietsreform kamen am 1. Mai 1978 die Gemeinden Hopfen am See (mit dem am 1. April 1971 eingemeindeten Eschach) und Weißensee dazu.

### Konfessionsstatistik
Der Anteil der Protestanten und Katholiken an der Gesamtbevölkerung sinkt jährlich um 1 %. Gemäß dem Zensus 2022 waren 37,6 % der Einwohner katholisch, 12,5 % evangelisch, und 49,8 % waren konfessionslos, gehörten einer anderen Glaubensgemeinschaft an oder machten keine Angabe.
Die Zahl der Kirchenaustritte war im Jahr 2024 205(1 Prozent der Gesamtbevölkerung) – im Vorjahr 2023 gab es fast 2 Prozent der Gesamtbevölkerung an Kirchenaustritte (268).

## Politik

### Stadtrat
Die Kommunalwahl vom 15. März 2020 führte zu folgendem Ergebnis:
| Partei/Liste                  | Sitze 2014 | Sitze 2020 | Stadtratswahl 2020Wahlbeteiligung: 50,6 % (2014: 50,3 %) %403020100 31,9 %22,2 %14,4 %13,9 %8,7 %4,3 %2,9 % CSUFWFLGrüneSPDFDPBFFGewinne und Verlusteim Vergleich zu 2014 %p 10 8 6 4 2 0 −2 −4 −6 −8−10−12−14−16−0,5 %p+6,9 %p+2,6 %p+8,7 %p−16,0 %p−0,9 %p−1,2 %pCSUFWFLGrüneSPDFDPBFF |
| CSU                           | 8          | 8          | Stadtratswahl 2020Wahlbeteiligung: 50,6 % (2014: 50,3 %) %403020100 31,9 %22,2 %14,4 %13,9 %8,7 %4,3 %2,9 % CSUFWFLGrüneSPDFDPBFFGewinne und Verlusteim Vergleich zu 2014 %p 10 8 6 4 2 0 −2 −4 −6 −8−10−12−14−16−0,5 %p+6,9 %p+2,6 %p+8,7 %p−16,0 %p−0,9 %p−1,2 %pCSUFWFLGrüneSPDFDPBFF |
| Freie Wähler Füssen (FW)      | 4          | 5          | Stadtratswahl 2020Wahlbeteiligung: 50,6 % (2014: 50,3 %) %403020100 31,9 %22,2 %14,4 %13,9 %8,7 %4,3 %2,9 % CSUFWFLGrüneSPDFDPBFFGewinne und Verlusteim Vergleich zu 2014 %p 10 8 6 4 2 0 −2 −4 −6 −8−10−12−14−16−0,5 %p+6,9 %p+2,6 %p+8,7 %p−16,0 %p−0,9 %p−1,2 %pCSUFWFLGrüneSPDFDPBFF |
| Füssen-Land (FL)              | 3          | 4          | Stadtratswahl 2020Wahlbeteiligung: 50,6 % (2014: 50,3 %) %403020100 31,9 %22,2 %14,4 %13,9 %8,7 %4,3 %2,9 % CSUFWFLGrüneSPDFDPBFFGewinne und Verlusteim Vergleich zu 2014 %p 10 8 6 4 2 0 −2 −4 −6 −8−10−12−14−16−0,5 %p+6,9 %p+2,6 %p+8,7 %p−16,0 %p−0,9 %p−1,2 %pCSUFWFLGrüneSPDFDPBFF |
| Bündnis 90/Die Grünen         | 1          | 3          | Stadtratswahl 2020Wahlbeteiligung: 50,6 % (2014: 50,3 %) %403020100 31,9 %22,2 %14,4 %13,9 %8,7 %4,3 %2,9 % CSUFWFLGrüneSPDFDPBFFGewinne und Verlusteim Vergleich zu 2014 %p 10 8 6 4 2 0 −2 −4 −6 −8−10−12−14−16−0,5 %p+6,9 %p+2,6 %p+8,7 %p−16,0 %p−0,9 %p−1,2 %pCSUFWFLGrüneSPDFDPBFF |
| SPD                           | 6          | 2          | Stadtratswahl 2020Wahlbeteiligung: 50,6 % (2014: 50,3 %) %403020100 31,9 %22,2 %14,4 %13,9 %8,7 %4,3 %2,9 % CSUFWFLGrüneSPDFDPBFFGewinne und Verlusteim Vergleich zu 2014 %p 10 8 6 4 2 0 −2 −4 −6 −8−10−12−14−16−0,5 %p+6,9 %p+2,6 %p+8,7 %p−16,0 %p−0,9 %p−1,2 %pCSUFWFLGrüneSPDFDPBFF |
| Unabhängige Bürgerliste / FDP | 1          | 1          | Stadtratswahl 2020Wahlbeteiligung: 50,6 % (2014: 50,3 %) %403020100 31,9 %22,2 %14,4 %13,9 %8,7 %4,3 %2,9 % CSUFWFLGrüneSPDFDPBFFGewinne und Verlusteim Vergleich zu 2014 %p 10 8 6 4 2 0 −2 −4 −6 −8−10−12−14−16−0,5 %p+6,9 %p+2,6 %p+8,7 %p−16,0 %p−0,9 %p−1,2 %pCSUFWFLGrüneSPDFDPBFF |
| Bürger für Füssen (BFF)       | 1          | 1          | Stadtratswahl 2020Wahlbeteiligung: 50,6 % (2014: 50,3 %) %403020100 31,9 %22,2 %14,4 %13,9 %8,7 %4,3 %2,9 % CSUFWFLGrüneSPDFDPBFFGewinne und Verlusteim Vergleich zu 2014 %p 10 8 6 4 2 0 −2 −4 −6 −8−10−12−14−16−0,5 %p+6,9 %p+2,6 %p+8,7 %p−16,0 %p−0,9 %p−1,2 %pCSUFWFLGrüneSPDFDPBFF |
| Gesamt                        | 24         | 24         | Stadtratswahl 2020Wahlbeteiligung: 50,6 % (2014: 50,3 %) %403020100 31,9 %22,2 %14,4 %13,9 %8,7 %4,3 %2,9 % CSUFWFLGrüneSPDFDPBFFGewinne und Verlusteim Vergleich zu 2014 %p 10 8 6 4 2 0 −2 −4 −6 −8−10−12−14−16−0,5 %p+6,9 %p+2,6 %p+8,7 %p−16,0 %p−0,9 %p−1,2 %pCSUFWFLGrüneSPDFDPBFF |

### Bürgermeister
- vor 1805: Johann Baptist Zotz (* 31. Mai 1755 in Bichlbach)

Vor 1806 gab es in Füssen zwischen zwei und vier ehrenamtliche Bürgermeister, die halbjährlich wechselten.
| Name                   | Lebensdaten      | Amtszeit  |
| ---------------------- | ---------------- | --------- |
| August Schweiger       | (* 1766; † 1815) | 1806–1815 |
| Adam Frank             | (* 1766; † 1829) | 1815–1821 |
| Mathias Lecker         | (* 1786; † 1831) | 1827–1829 |
| Jakob Winterhalter     | (* 1785; † 1858) | 1829–1835 |
| Josef Bosch            | (* 1785; † 1855) | 1835–1841 |
| Kaspar Schradler       | (* 1803; † 1879) | 1841–1847 |
| Josef Bosch            | (* 1785; † 1855) | 1847–1853 |
| Josef Lecker           | (* 1818; † 1905) | 1853–1865 |
| Anton Geisenhof        | (* 1817; † 1900) | 1865–1874 |
| Georg Zächerl          | (* 1828; † 1893) | 1875–1892 |
| Ludwig Schradler       | (* 1830; † 1916) | 1894–1898 |
| Johann Albrecht        | (* 1846; † 1916) | 1898–1899 |
| Georg Wallner          | (* 1843; † 1916) | 1900–1912 |
| Jakob Spitzauer        | (* 1883; † 1969) | 1912–1915 |
| Adolf Moser            | (* 1881; † 1965) | 1915–1929 |
| Michael Samer          | (* 1879; † 1957) | 1929–1939 |
| Hans Frank             | (* 1902; † 1945) | 1939–1945 |
| Eduard Feigel          | (* 1894; † 1982) | 1945      |
| Robert Erhard          | (* 1881; † 1952) | 1945–1948 |
| Sigismund Schmidt      | (* 1902; † 1977) | 1948–1952 |
| Michael Samer          | (* 1879; † 1957) | 1952–1956 |
| Ernst Enzinger         | (* 1918; † 1977) | 1956–1974 |
| Otto Wanner            | (* 1919; † 2004) | 1974–1990 |
| Paul Wengert           | (* 1952)         | 1990–2002 |
| Christian Gangl        | (* 1962)         | 2002–2008 |
| Paul Iacob             | (* 1951)         | 2008–2020 |
| Maximilian Eichstetter | (* 1985)         | seit 2020 |

### Wappen und Stadtlogo
| Wappen von Füssen | Blasonierung: „In Gold drei im Dreipass gestellte schwarze Füße.“ |
| Wappen von Füssen | Wappenbegründung: Die Geschichte dieses Wappens reicht bis in das 12. Jahrhundert zurück. 1222 wurde für das Kloster ein Schutzprivileg erteilt und daraufhin der Ausbau der staufischen Vogteistadt Füssen eingesetzt. In der ersten Hälfte des 13. Jahrhunderts nahm man die Erhebung der Stadt an, wobei dies nie offiziell bestätigt worden ist. Ende des 12. Jahrhunderts tauchte der Name Füssen erstmals als Fuzin, Fießen oder Fuessen auf und sollte die Lage zu Füßen des Gebirges darstellen. Daraus entnommen stehen also die einzelnen Füße im Wappen redend für den Ortsnamen. Ab 1295 nimmt man auch Siegelführung an, wofür es aber keine Bestätigung gibt. Von 1317 stammte darüber hinaus der erste überlieferte Abdruck mit der Umschrift „SIGILLVM CIVIVM DE FVZEN“ und den dargestellten Füßen. Bis zum 19. Jahrhundert blieb diese Grafik im Wesentlichen unverändert. Auch alle Farben blieben so, wie sie waren, und tauchten nur vereinzelt mit Silber, Rot oder Blau auf. 1818 wünschte sich die Regierung eine „schicklichere“ Stellung der Füße. Man änderte das Wappen so, dass im geteilten Schild oben die bayerischen Rauten und unten nebeneinander drei schwarze Füße in Gold zu sehen waren. Der Schild zeigte einen liegenden, herschauenden Löwen mit beiderseitigen Helmdecken. 1842 genehmigte König Ludwig I. die Wiederannahme des alten Wappens. Um die Bedeutung des Wappens ranken sich verschiedene Wappensagen. |

Das Stadtlogo enthält im Hintergrund das Schloss Neuschwanstein und davor die Schrift „Füssen im Allgäu“.

### Städtepartnerschaften und Städtefreundschaften
Füssen unterhält Städtepartnerschaften mit
- Cremona, Italien (seit 2018), als Metropole des Geigenbaus verbunden mit Füssen als Wiege des Lauten- und Geigenbaus in Europa[25]
- Palestrina, Italien (seit 1972)

sowie Städtefreundschaften mit
- Numata, Präfektur Gunma, Japan (seit 1995), wie Füssen an der Romantischen Straße, liegt Numata an der Japanischen Romantischen Straße[26]
- Bardu, Norwegen (seit 1997)
- Helen, Georgia, USA (seit 1978)[27]

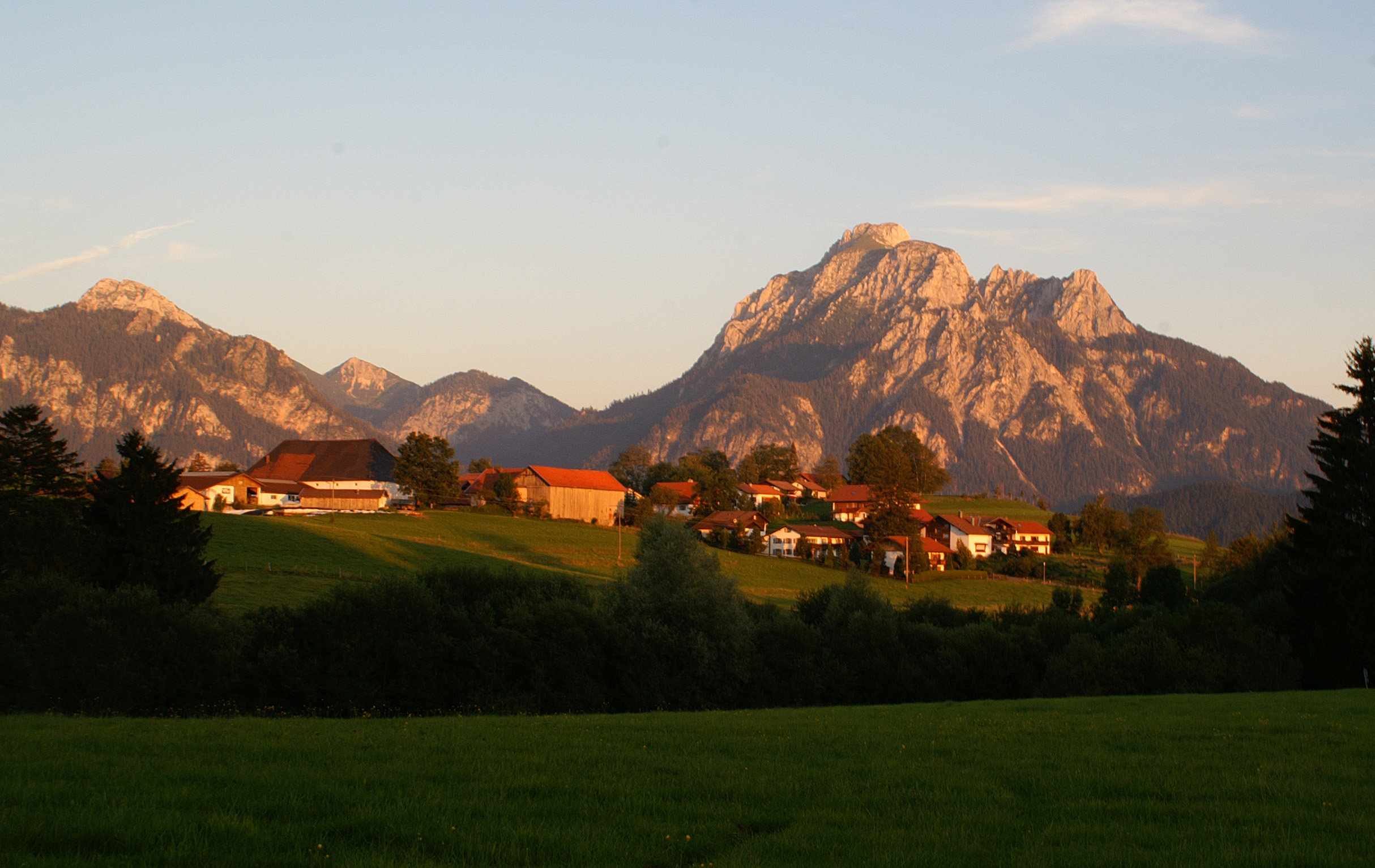
Eschach sowie Säuling (2048 m) im Hintergrund von Nordwesten
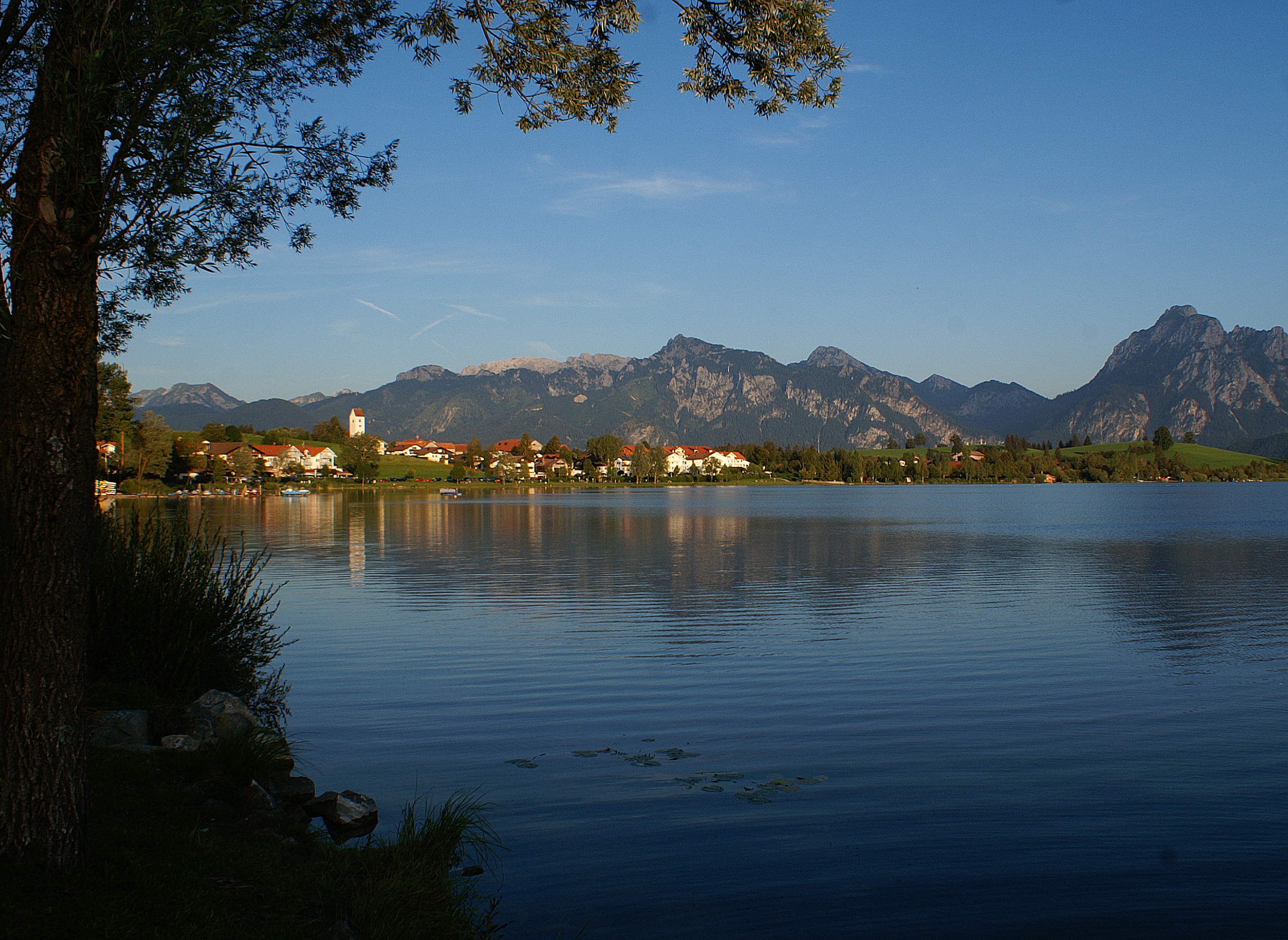
Hopfen am See
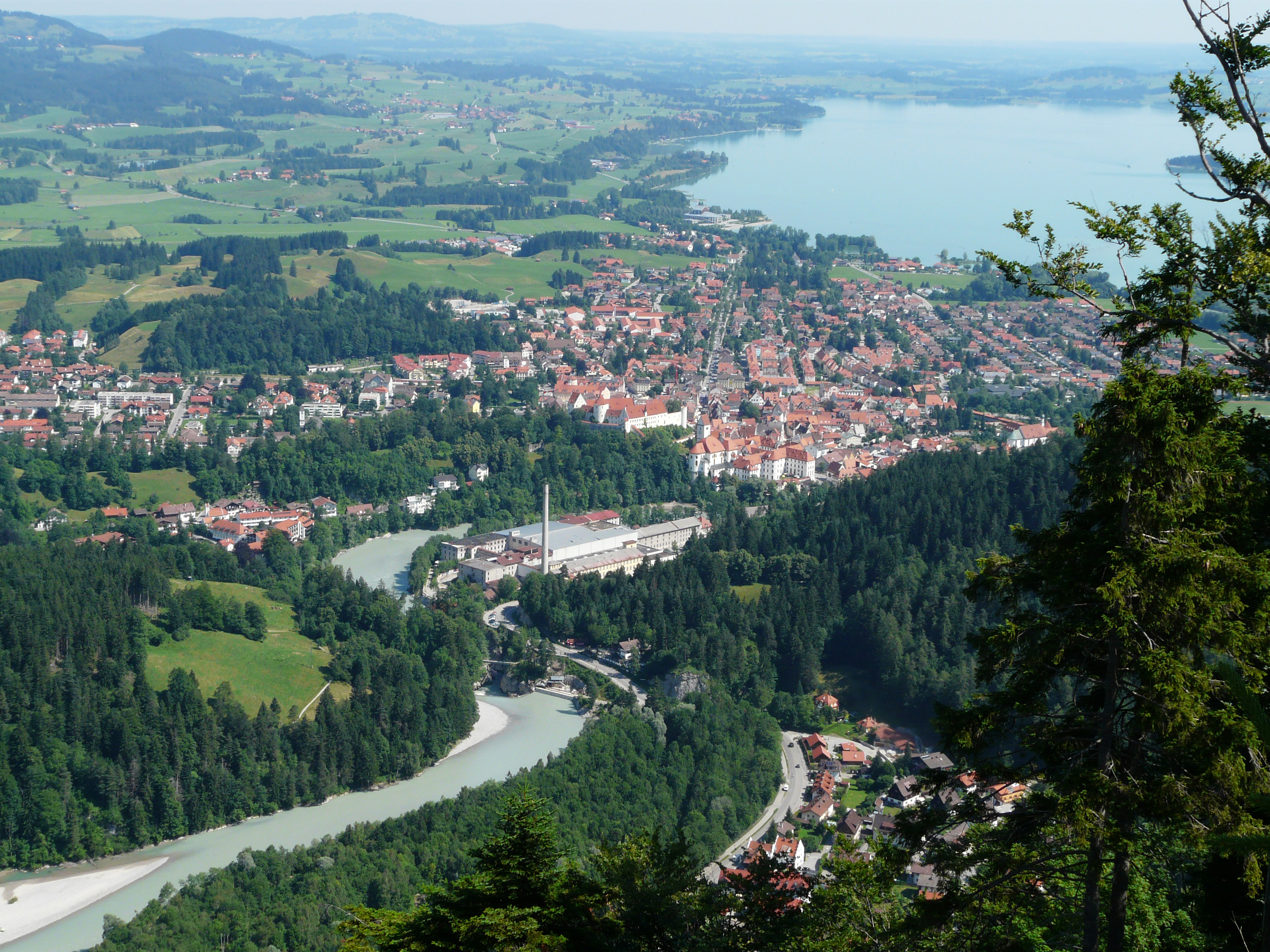
Lech, Füssen und Forggensee von Süden
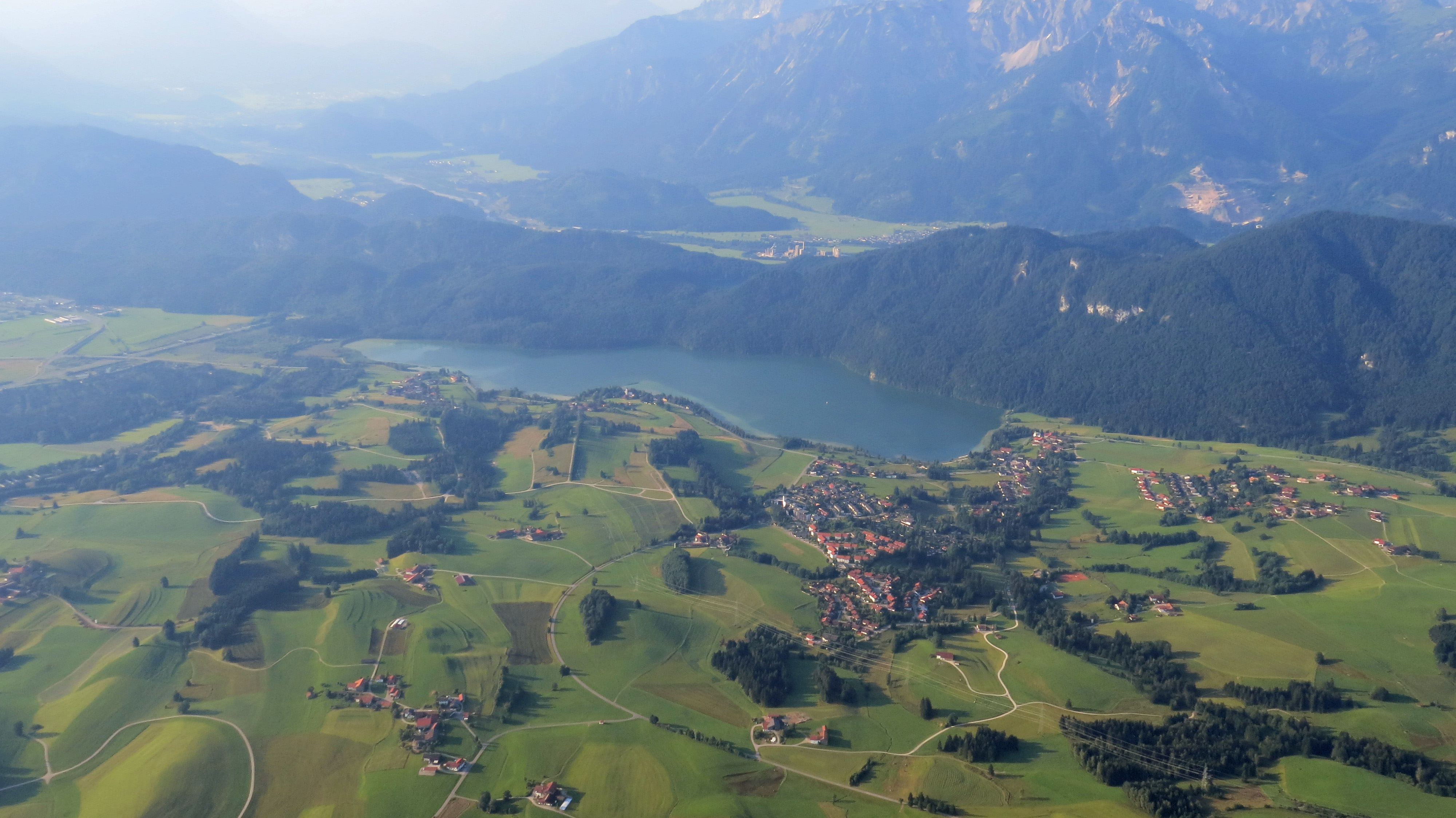
Weißensee

## Kultur und Sehenswürdigkeiten
Füssen liegt an der Schwäbischen Bäderstraße. Die Romantische Straße hat zudem ihren Endpunkt in Füssen.

### Theater und Museen

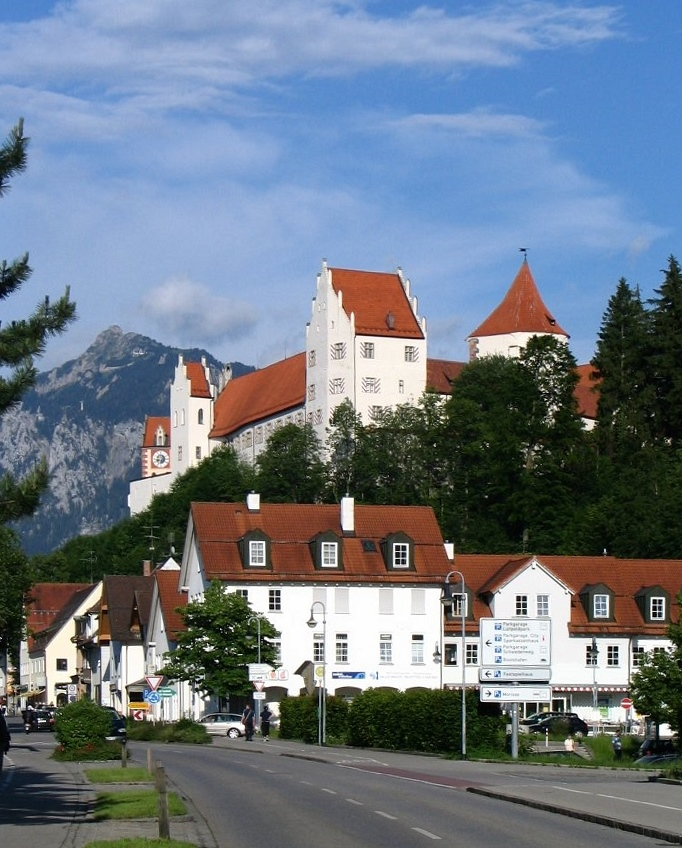
Hohes Schloss Füssen

Im Nordflügel des spätgotischen Hohen Schlosses, der Residenz der Fürstbischöfe von Augsburg, befindet sich eine Filialgalerie der Bayerischen Staatsgemäldesammlungen. Hier fügen sich spätgotische Tafelbilder und Skulpturen in die ehemaligen Residenzräume ein und bieten einen Überblick über die Kunst zur Zeitenwende des 15. und 16. Jahrhunderts im Allgäu und in Schwaben. Besonders sehenswert ist der so genannte Rittersaal mit seiner Kassettendecke, mit den Reliefs der Bistumsheiligen Ulrich, Afra und Simpert und der Muttergottes. Glasgemälde von Hans Holbein dem Älteren und Hans Burgkmair dem Älteren lassen die kulturelle Blüte in Füssen zur Zeit Kaiser Maximilians I. erahnen.
Ebenfalls im Nordflügel des Hohen Schlosses ist die Städtische Gemäldegalerie untergebracht. Schwerpunktmäßig ist sie der Kunst des 19. Jahrhunderts gewidmet, der Münchner Malerschule mit Gemälden von Carl Spitzweg, Franz von Defregger und dem in Füssen verstorbenen Künstler Oskar Freiwirth-Lützow (1862–1925). Das zeichnerische Werk von Franz Graf von Pocci (1807–1876) aus der Pocciana-Sammlung in Familienbesitz wird in Wechselausstellungen gezeigt. Das künstlerische Werk der Kultur- und Kunstpreisträger der Stadt Füssen Percy Rings (1901–1994) und Gottfried Andreas Herrmann (1907–2002) ist hier zu sehen.
Das Museum der Stadt Füssen ist im ehemaligen Kloster St. Mang untergebracht. Es zeigt eine Sammlung zur Stadtgeschichte, der Geschichte des Klosters und des Lauten- und Geigenbaus in Füssen. Im Museum sind auch die Annakapelle und die barocken Repräsentationsräume des Klosters zu besichtigen.

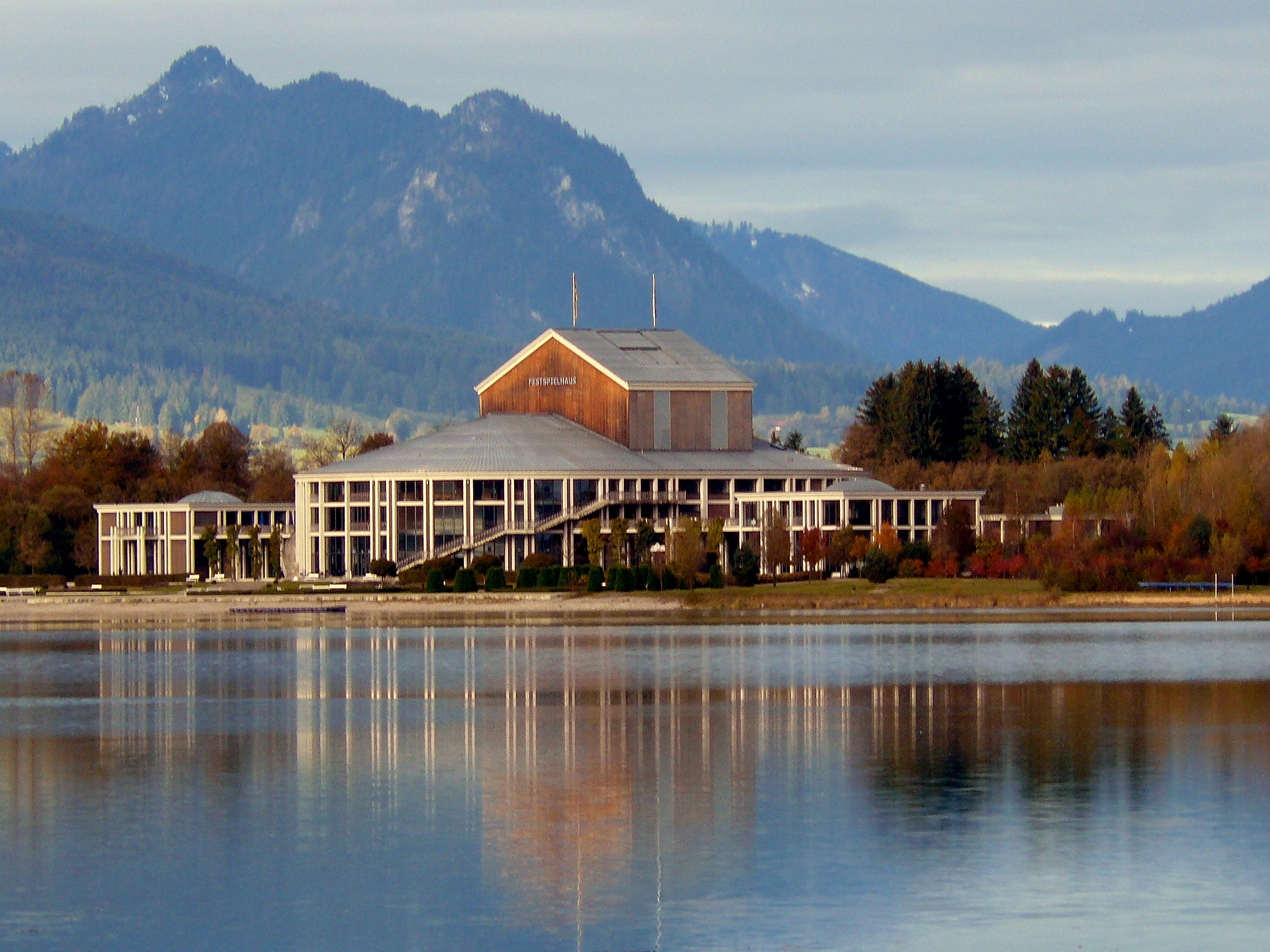
Festspielhaus am Forggensee

Das Festspielhaus Neuschwanstein (ehemals Ludwigs Festspielhaus) ist ein Veranstaltungshaus mit Blick auf Schloss Neuschwanstein. Es wurde 2000 eigens für das Musical Ludwig II. – Sehnsucht nach dem Paradies erbaut, seit 2016 wird das Musical Ludwig² (die Nachfolgeproduktion von 2005 in einer Neuinszenierung) aufgeführt.

### Bauwerke
- Hohes Schloss Füssen

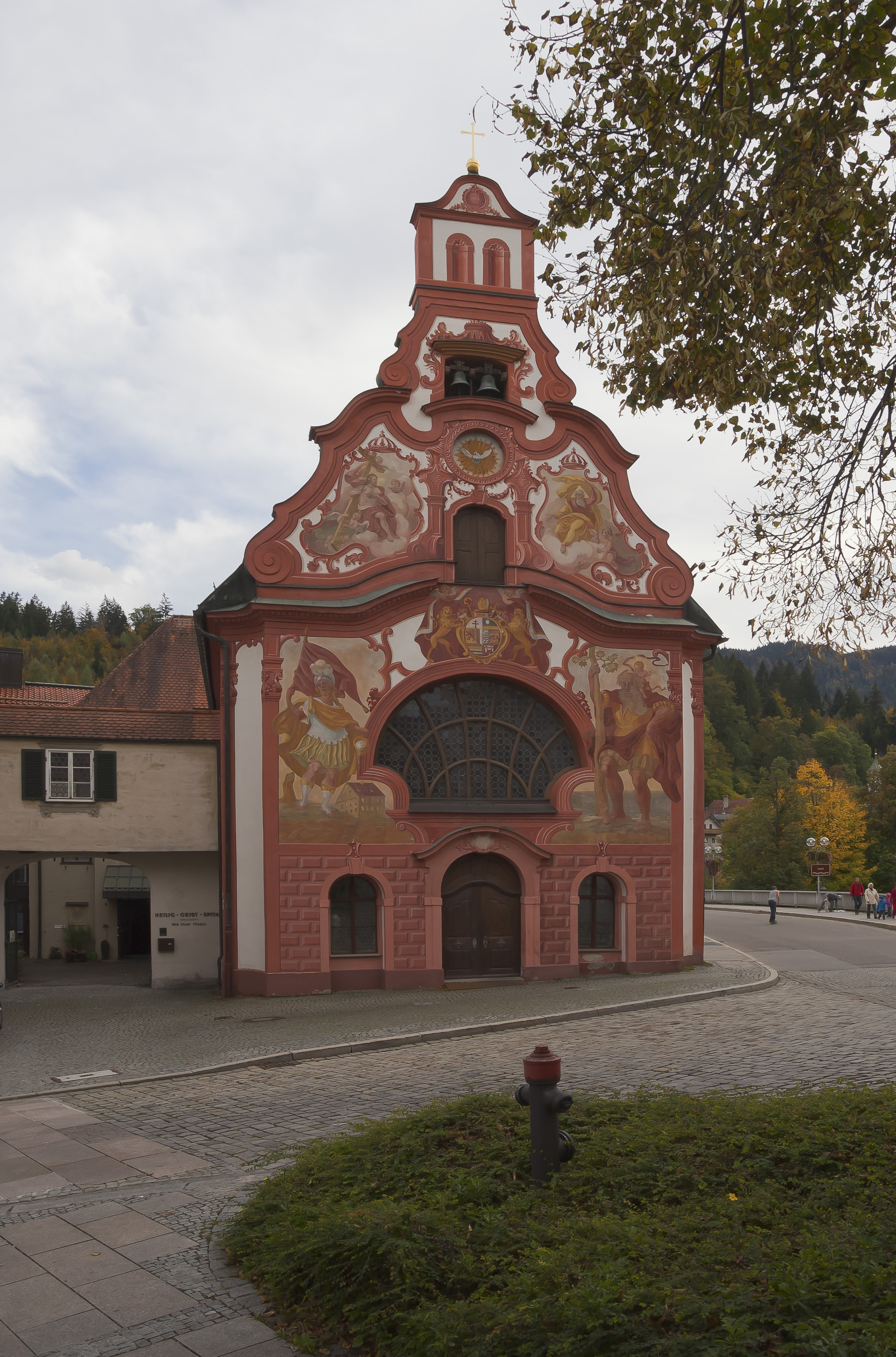
Spitalkirche Hl. Geist

- Kloster St. Mang mit Stadtpfarrkirche St. Mang: Das ehemalige Benediktinerkloster reicht zurück auf das Wirken des hl. Magnus um 750 in Füssen. Doch das heutige Barockkloster wurde zwischen den Jahren 1697 und 1726 errichtet. Die symmetrisch angeordnete Barockanlage im italienisch anmutenden Stil plante der einheimische Baumeister Johann Jakob Herkomer (1652–1717), welcher seine Architekturausbildung vor allem in Venedig erfuhr. Den Mittelpunkt der Anlage bildet der Fürstensaal mit seiner reich stuckierten und freskierten Ausstattung, die der Innenarchitekt Carlo Andrea Maini aus Arogno[28] plante und der Kemptener Hofmaler Franz Georg Hermann gestaltete. Das reichhaltige Bildprogramm unterstreicht die Bedeutung der Abtei als geistliches und weltliches Zentrum im Füssener Land. Bereits im 18. Jahrhundert wurde die Anlage als bemerkenswert eingeschätzt, besonders auch die originelle Anordnung von Bibliothek und Refektorium (Speisesaal) im Südtrakt.
- Frauenkirche am Berg: Die Kirche jenseits des Lechs wurde 1682/83 von Johann Schmuzer an der Stelle einer älteren Kirche erbaut. Im Chor baute man 1854 eine Kapelle ein, welche den Beginn des Füssener Kalvarienberges bildet.
- Krippkirche: Der schmale, einschiffige Bau von 1717 ist ein Werk von Johann Georg Fischer.
- Alter Friedhof mit Kirche St. Sebastian: An den Chor des ursprünglichen Baus aus dem Jahr 1507 im Osten der Stadt setzte Johann Georg Fischer 1721 bis 1725 ein breites, saalartiges Langhaus.
- Feldkirche St. Ulrich und Afra: Dieses einfache, feingegliederte Bauwerk im Norden entstand 1724/25.
- Franziskanerkirche: Die 1763 bis 1767 erbaute Kirche des Füssener Franziskanerklosters besitzt eine Rokokoausstattung.
- Spitalkirche Heilig Geist: Sie ist ein Werk Franz Karl Fischers aus den Jahren 1748/49. Die Fassade trägt eine Freskobemalung.
- evangelisch-lutherische Christuskirche, erbaut 1906 nach Entwurf von Eugen Behles, umgebaut 1969
- Luitpolddenkmal in der Mitte des Kreisverkehrs am Prinzregentenplatz
- Katholische Filialkirche St. Nikolaus in Oberkirch
- Katholische Pfarrkirche St. Walburga in Weißensee
- Das Kornhaus am Schrannenplatz gehört zu den ältesten erhaltenen Gebäuden der Stadt.
- Das Gesellenhaus am Schrannenplatz ist ehemaliger Sitz der Stadtvogtei.

### Grünflächen und Naherholung
Am Lechfall hat sich der Lech durch den Felsen gegraben. Am rechten Steilufer befindet sich der Magnustritt, wo der heilige Magnus einer Legende nach bei einem Sprung über die Schlucht seinen Fußtritt hinterlassen haben soll. Der Kalvarienberg bietet eine Aussicht auf Stadt, Königsschlösser und Lechtal. Direkt hinter dem Hohen Schloss befindet sich der Stadtpark Baumgarten, ein ruhig gelegene Park mit der „Wasserburg“ (einem im 19. Jahrhundert errichteten Wasserspeicher im Stil einer Burgruine). Das Walderlebniszentrum Ziegelwies ist ein grenzüberschreitendes Walderlebniszentrum an der Landesgrenze zu Österreich.
Die Stadt betreibt zwei Friedhöfe: den Waldfriedhof und den Städtischen Friedhof Hopfen am See. Daneben gibt es noch die kirchlich betriebenen Friedhöfe: den Sebastiansfriedhof, den Kirchfriedhof von St. Peter und Paul in Hopfen am See und den Kirchfriedhof von St. Walburga in Weißensee.

### Regelmäßige Veranstaltungen
- Neujahrsfackelschwimmen der Ostallgäuer Wasserwachten im Lech. Die Füssener Böllerschützen begrüßen das neue Jahr, zum Abschluss findet ein Feuerwerk über dem Lech statt.
- „Füssen goes Jazz“
- Musikfestival „Vielsaitig“
- Kaisersaalkonzerte im Kaisersaal des Klosters St. Mang
- historische Umzüge – „Füssen in der Renaissance“ (Juni)
- Füssener Stadtfest (August)
- Adventsmarkt (an zwei Adventswochenenden, im barocken Innenhof des Klosters St. Mang)
- Rutschparty am 30. Dezember auf dem Kaiser-Maximilian-Platz
- Silvester am 31. Dezember in Ludwigs Festspielhaus

### Sport
In und um Füssen gibt es u. a. die Sportvereine EV Füssen und Ostallgäuer Gleitschirmflieger. Zu den Sporteinrichtungen gehört der überregional bekannte Bundesstützpunkt für Eishockey und Curling. Die Altstadt von Füssen ist Start- und Zielpunkt des jährlichen Königsschlösser-Romantik-Marathons.
Seit 1991 veranstaltet die Stadt Füssen jährlich im Sommer die Füssener Sporttage. Die Stadtolympiade wird unter anderem von lokalen Sportvereinen und dem Förderverein Eishockey Nachwuchs Ostallgäu ausgerichtet und besteht aus einer Mannschaftsolympiade und einer Kinder- und Jugendolympiade. Im Jahr 2025 hatte sie 729 Teilnehmer.

### Preise
Seit 1988 verleiht die Stadt Füssen in unregelmäßigen Abständen den Kultur- und Kunstpreis der Stadt Füssen. Seit 2012 vergibt sie den Füssener Förderpreis für junge Kunst und seit 2018 den Füssener Preis für aktuelle Kunst.

## Wirtschaft und Infrastruktur

### Bildung
In Füssen befinden sich das Haus Füssen der Grundschule Füssen-Schwangau, die Montessori-Grundschule Füssen, die Anton-Sturm-Mittelschule, die Johann-Jakob-Herkomer-Realschule, das staatliche Gymnasium Füssen, das Sonderpädagogische Förderzentrum Erich-Kästner-Schule, die Berufsschule Ostallgäu Außenstelle Füssen, die Sing- und Musikschule Füssen und die Volkshochschule Füssen. Die Stadtbibliothek Füssen ist in einem Teil des ehemaligen Klosters St. Mang untergebracht.

### Tourismus
Mit knapp 1,5 Millionen touristischen Übernachtungen im Jahr 2024 ist die Tourismuswirtschaft im Ort ein großer Wirtschaftsfaktor. Für das Stadtmarketing und für Touristen ist das Kommunalunternehmen Füssen Tourismus und Marketing zuständig. Auf Übernachtungen wird ein Kurbeitrag erhoben, mit dem die touristische Infrastruktur finanziert wird.
Füssen ist anerkannter Kneippkurort und seit 2025 auch Kneippheilbad, die Anerkennung gilt für das gesamte Gemeindegebiet. Zudem tragen Hopfen am See und Weißensee das Prädikat Luftkurort und Bad Faulenbach das Prädikat Moorheilbad.

### Verkehr
Schienenverkehr

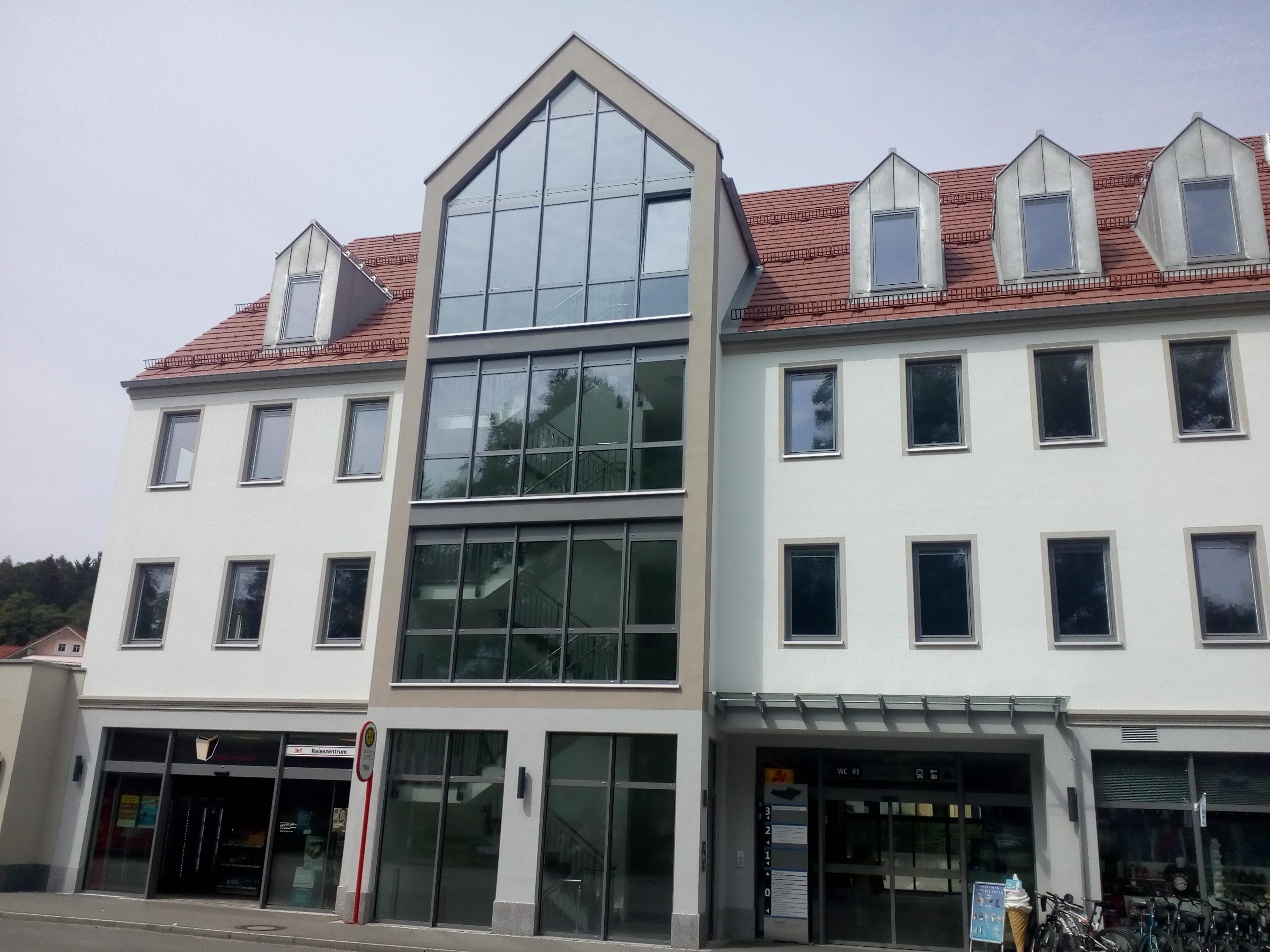
Bahnhof Füssen

Der im Zentrum der Stadt gelegene Bahnhof Füssen ist ein Kopfbahnhof mit zwei Bahnsteiggleisen. Er ist seit 1889 Endpunkt der Bahnstrecke Marktoberdorf–Füssen. Der Neubau des Bahnhofsgebäudes, der den 2015 abgerissenen Vorgängerbau ersetzt, wurde 2016 eröffnet. Bis 2018 wurde der Bahnhof durch die DB Regio bedient. Ab Dezember 2018 bediente die Bayerische Regiobahn den Bahnhof jeweils im Zwei-Stunden-Takt auf den Linien München–Füssen und Augsburg–Füssen. Seit Dezember 2020 verkehrt die Linie Augsburg-Füssen als RB 77 im Stundentakt mit 4 Taktlücken, in denen die Linie München-Füssen als RB 68 verkehrt.
Zudem trägt der Haltepunkt Ulrichsbrücke-Füssen an der Außerfernbahn den Namen der Stadt, dieser befindet sich jedoch circa vier Kilometer südwestlich der Stadtgrenze und auf österreichischem Gebiet.
Straßenverkehr
Im Westen der Stadt befindet sich die Anschlussstelle Füssen der Autobahn Bundesautobahn 7, die nach Norden in Richtung Autobahnkreuz Ulm/Elchingen verläuft. In Richtung Süden wird sie hinter dem Grenztunnel Füssen, am deutsch/österreichischen Grenzübergang, zur Fernpassstraße, die weiter in Richtung Reutte verläuft. Außerdem verbindet die Bundesstraße 17 Füssen an Peiting, Landsberg am Lech, Augsburg bis nach Gersthofen. Von hier kann man auf die Bundesautobahnen 96 und 8 auffahren. Ebenfalls verbindet die Bundesstraße 16 die Stadt mit Kaufbeuren, Günzburg, Dillingen an der Donau, Neuburg an der Donau, Neustadt an der Donau, Regensburg und Roding. Besonders ist, dass sich die Bundesstraße 16 mit der Bundesstraße 310 kreuzt und die Bundesstraße 310 damit Füssen auch mit Oberjoch verbindet.
Im öffentlichen Verkehr gibt es Busverbindungen u. a. nach Oberstdorf, Kempten (Allgäu) und Reutte. Betreiber sind Regionalverkehr Allgäu, Regionalverkehr Oberbayern, Postbus und andere Anbieter.
Luftverkehr
Die Passagierflughäfen in der Nähe von Füssen mit Linien- und Charterflügen sind Memmingen (etwa 75 km entfernt), Innsbruck (etwa 110 km entfernt), Friedrichshafen (etwa 120 km entfernt) und München (etwa 160 km entfernt).
Etwa zwei Kilometer nördlich des Zentrums liegt das Segelfluggelände Füssen.
Fahrradverkehr
Durch Füssen führen die Fernradwege D-9 (Weserradweg / Romantische Straße), Via Claudia Augusta, Radrunde Allgäu, Bodensee-Königssee-Radweg und Lechradweg. Es ist Startpunkt des regionalen Radwanderwegs Schlossparkrunde und liegt an drei Themenrouten der Radreiseregion Schlosspark.

### Gesundheitswesen
Die Klinik Füssen wurde 1894 als Distriktkrankenhaus gegründet und gehört heute zum Kommunalunternehmen Kliniken Ostallgäu-Kaufbeuren. Die Fachklinik Enzensberg bei Hopfen am See ist Stammhaus der privaten Klinikgruppe Enzensberg mit Schwerpunkt auf Akutmedizin und Rehabilitation.

### Wasserversorgung
Die Stadt bezieht seit Anfang der 1980er Jahre ihr Trinkwasser aus den Brunnen beim Schwangauer Ortsteil Alterschrofen, geschützt durch ein ca. 105 ha großes Wasserschutzgebiet.

### Garnison
In der Zeit des Nationalsozialismus erhielt die Stadt 1936 bei der Aufrüstung der Wehrmacht erstmals eine Garnison. In der Generaloberst-Bothmer-Kaserne waren Einheiten der 1. Gebirgs-Division untergebracht. 1945 übernahm die US-Armee die Anlage und nutzte sie als Burnette Kaserne. Sie wurde 1958 an die Bundeswehr übergeben (Jägerkaserne, 1964/65 umbenannt in Generaloberst-Dietl-Kaserne, 1995 in Allgäu-Kaserne) und beherbergte über Jahrzehnte Einheiten der 1. Gebirgsdivision, namentlich das Gebirgspanzerartilleriebataillon 225. Heute ist Füssen Standort des Versorgungsbataillons 8, des Aufklärungsbataillons 10 und der Gebirgsaufklärungskompanie 23.

## Dialekt
Füssen liegt am Südostrand des alemannischen Sprachraums. Die südostschwäbische bzw. Ostallgäuer Mundart in und um Füssen – links wie rechts des oberen Lechs – zeichnet sich u. a. dadurch aus, dass auch Anklänge der benachbarten südbairischen bzw. Tiroler Mundarten deutlich hörbar sind.